# Rioseco de Soria
Rioseco de Soria är en kommun i Spanien.   Den ligger i provinsen Provincia de Soria och regionen Kastilien och Leon, i den centrala delen av landet, 150 km nordost om huvudstaden Madrid. Antalet invånare är 136. Arean är 49 kvadratkilometer.
Terrängen i Rioseco de Soria är platt.